# Вајсенфелс
Вајсенфелс (њем. Weißenfels) град је у њемачкој савезној држави Саксонија-Анхалт. Једно је од 43 општинска средишта округа Бургенланд. Према процјени из 2010. у граду је живјело 33.436 становника. Посједује регионалну шифру (AGS) 15084550, NUTS (DEE08) и LOCODE (DE WEF) код.

## Географски и демографски подаци
Вајсенфелс се налази у савезној држави Саксонија-Анхалт у округу Бургенланд. Град се налази на надморској висини од 100 метара. Површина општине износи 51,6 km². У самом граду је, према процјени из 2010. године, живјело 33.436 становника. Просјечна густина становништва износи 648 становника/km².

## Међународна сарадња
| Мјесто           | Држава               | Врста сарадње | Од    |
| ---------------- | -------------------- | ------------- | ----- |
| Лесњица          | Пољска               | контакт       | 2000. |
| Стерлинг Каунсил | Уједињено Краљевство | партнерство   | 2000. |
| Комарно          | Словачка             | партнерство   | 1996. |
| Извор            |                      |               |       |